# 唐子バイパス

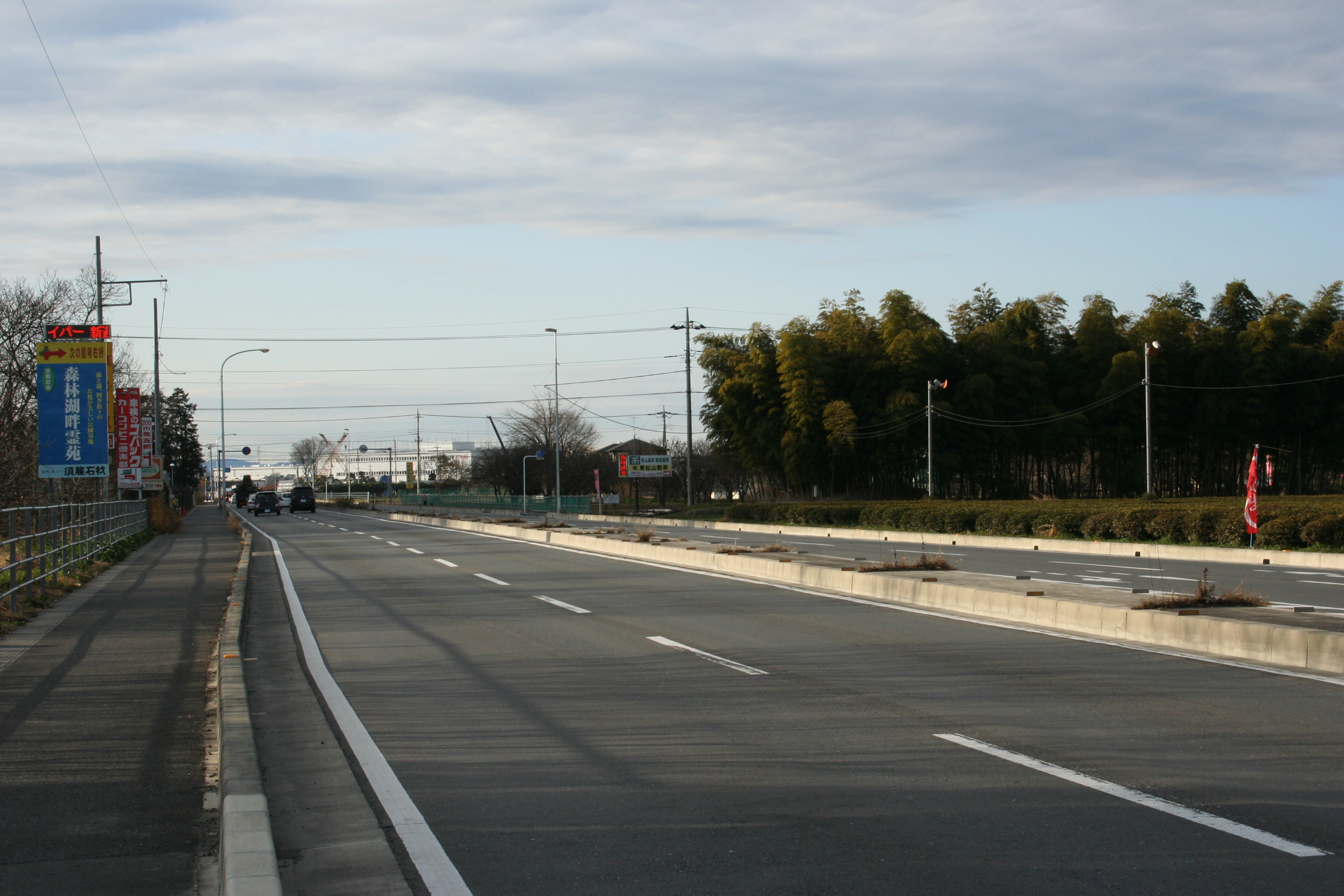
唐子バイパス。埼玉県東松山市大字新郷、新郷交差点付近から北西方向を望む。

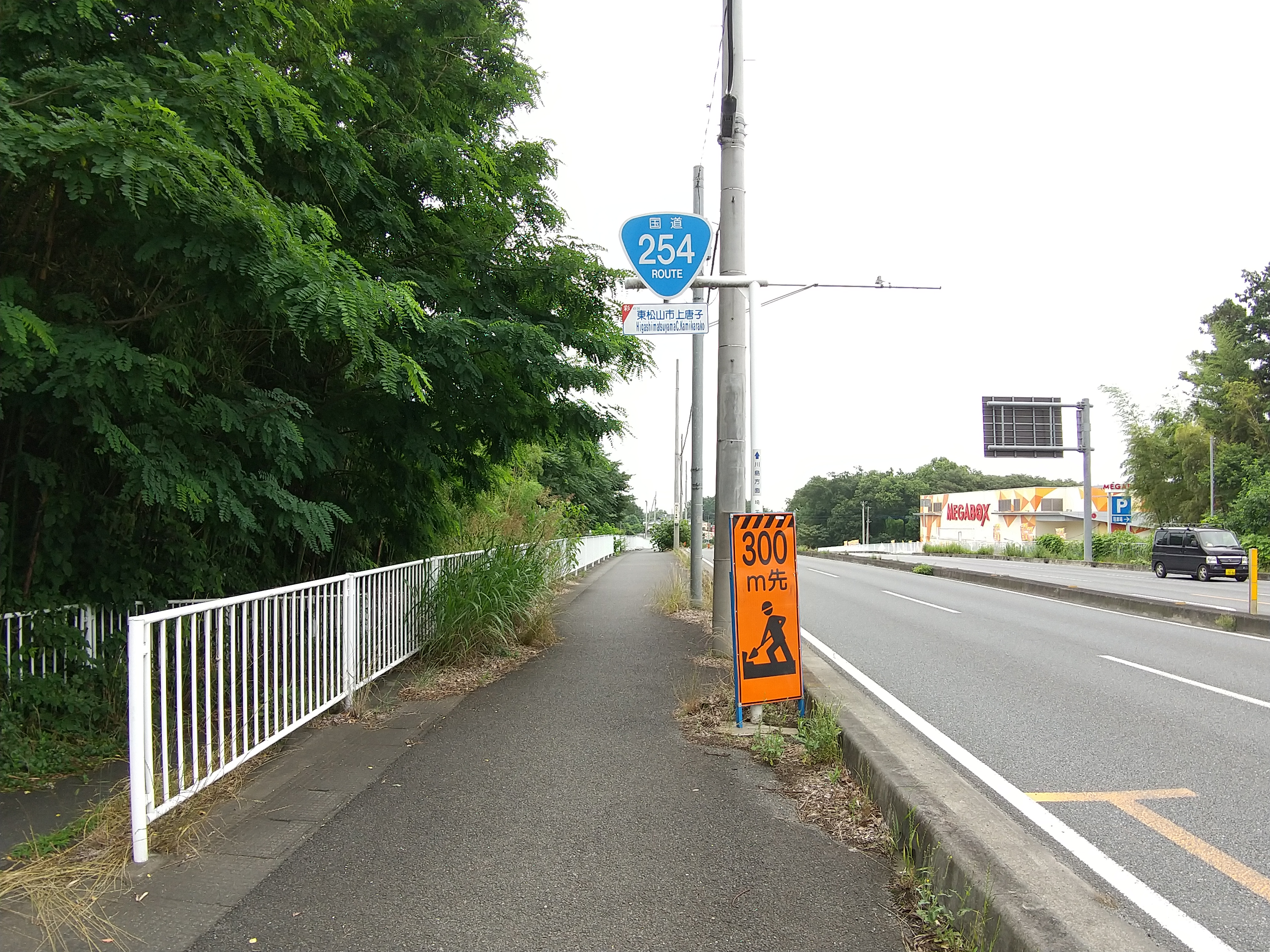
埼玉県東松山市上唐子付近

唐子バイパス（からこバイパス）は、埼玉県東松山市大字新郷の新郷交差点から同市大字上唐子の嵐山バイパス交点までの国道254号のバイパス道路である。

## 概要
旧道は上唐子東交差点を中心に慢性渋滞が激しかったため、国道254号東松山バイパスの一部として計画された。新郷交差点から関越自動車道東松山IC方面への区間は先行整備されていたが、本区間は整備が遅れたため、唐子バイパスという別名称が用いられるようになった。
旧道との交差部である新郷交差点は、バイパス開通により旧道が東西に分断され、TBS『噂の!東京マガジン』の「噂の現場」などで放映された。
- 陸上距離：2.732 km
- 起点：埼玉県東松山市大字新郷
- 終点：埼玉県東松山市大字上唐子

## 歴史
- 2003年（平成15年）3月 - 東武東上線つきのわ駅の開業に先立って暫定2車線で開通[1]。
- 2004年（平成16年） - 4車線化完了。

## 通過市町村
- 埼玉県
  - 東松山市
  - 比企郡滑川町

## 接続するバイパスの位置関係
（東京方面）東松山バイパス - 唐子バイパス - 嵐山バイパス（松本方面）